# Rasa de Cal Grill
La Rasa de Cal Grill és un torrent afluent per l'esquerra del Riu Negre, al Solsonès.

## Descripció
De direcció predominant cap a les 7 del rellotge, el seu tram inicial s'escola per la vall que es forma entre el  Serrat Alt de Lladurs (al nord) i el Serrat de Sant Bartomeu (al SE).
Neix a 805 msnm a la collada que uneix els dos serrats citats i a poc més de 100 metres al nord del cim del segon, passa per sota la masia de Can Mascaró on actualment hi ha la seu del Centre Tecnològic Forestal de Catalunya. Tot seguit travessa la carretera LV-4241b a l'alçada de Cal Grill i uns metres més avall passa a tocar de la Font de Cal Grill i ja s'adreça cap al Riu Negre on desguassa les seves aigües a 659 msnm després d'haver passat pel sud de Cal Puig-arnau.

## Termes municipals que travessa
La rasa realitza tot el seu recorregut pel terme municipal de Solsona

## Perfil del seu curs
| Recorregut (en m.) | Altitud (en m.) | Pendent |
| ------------------ | --------------- | ------- |
| 0                  | 805             | -       |
| 250                | 725             | 32,0%   |
| 500                | 713             | 4,8%    |
| 750                | 703             | 4,0%    |
| 1.000              | 692             | 4,4%    |
| 1.250              | 686             | 2,4%    |
| 1.500              | 673             | 5,2%    |
| 1.698              | 659             | 7,1%    |

## Xarxa hidrogràfica
La Rasa de Cal Grill no té cap afluent